# Sylvain Armand
Sylvain Armand (ur. 1 sierpnia 1980 w Saint-Étienne) – francuski piłkarz występujący na pozycji obrońcy. Obecnie gracz zespołu Stade Rennais.

## Kariera klubowa
Pierwsze kroki piłkarskie stawiał w AS Saint-Étienne w 1994. W 1999 roku zdecydował się na transfer do Clermont Foot, gdzie miał okazję do częstszych występów na boisku.
Dzięki bardzo dobrym występom zwrócił na siebie uwagę zespołu FC Nantes. Zmienił barwy klubowe i wraz z Nantes zdobył mistrzostwo Francji.
W 2004 roku wraz z partnerem z zespołu Mario Yepesem, przeszedł do Paris Saint-Germain. W 2006 roku zdobył Puchar Francji, natomiast w sezonie 2012/2013 został mistrzem kraju.
3 czerwca 2013 roku podpisał kontrakt ze Stade Rennais.
| Sezon   | Klub                | Kraj    | Rozgrywki  | Mecze | Bramki | Rozgrywki Europy   | Mecze | Bramki |
| ------- | ------------------- | ------- | ---------- | ----- | ------ | ------------------ | ----- | ------ |
| 1999/00 | Clermont Foot       | Francja | National   | 28    | 1      | –                  | –     | –      |
| 2000/01 | FC Nantes           | Francja | Division 1 | 23    | 2      | Liga Europy UEFA   | 6     | 1      |
| 2001/02 | FC Nantes           | Francja | Division 1 | 30    | 1      | Liga Mistrzów UEFA | 11    | 0      |
| 2002/03 | FC Nantes           | Francja | Ligue 1    | 30    | 1      | –                  | –     | –      |
| 2003/04 | FC Nantes           | Francja | Ligue 1    | 35    | 3      | Liga Europy UEFA   | 3     | 0      |
| 2004/05 | Paris Saint-Germain | Francja | Ligue 1    | 37    | 1      | Liga Mistrzów UEFA | 6     | 0      |
| 2005/06 | Paris Saint-Germain | Francja | Ligue 1    | 35    | 0      | –                  | –     | –      |
| 2006/07 | Paris Saint-Germain | Francja | Ligue 1    | 37    | 2      | Liga Europy UEFA   | 8     | 0      |
| 2007/08 | Paris Saint-Germain | Francja | Ligue 1    | 35    | 2      | –                  | –     | –      |
| 2008/09 | Paris Saint-Germain | Francja | Ligue 1    | 35    | 0      | Liga Europy UEFA   | 11    | 0      |
| 2009/10 | Paris Saint-Germain | Francja | Ligue 1    | 33    | 2      | –                  | –     | –      |
| 2010/11 | Paris Saint-Germain | Francja | Ligue 1    | 33    | 2      | Liga Europy UEFA   | 6     | 0      |
| 2011/12 | Paris Saint-Germain | Francja | Ligue 1    | 22    | 1      | Liga Europy UEFA   | 5     | 0      |
| 2012/13 | Paris Saint-Germain | Francja | Ligue 1    | 18    | 0      | Liga Mistrzów UEFA | 2     | 0      |
| 2013/14 | Stade Rennais       | Francja | Ligue 1    | 32    | 0      | –                  | –     | –      |
| 2014/15 | Stade Rennais       | Francja | Ligue 1    | 36    | 1      | –                  | –     | –      |
| 2015/16 | Stade Rennais       | Francja | Ligue 1    | 34    | 1      | –                  | –     | –      |
| 2016/17 | Stade Rennais       | Francja | Ligue 1    | 1     | 0      | –                  | –     |        |

Stan na: 11 lipca 2017 r.